# Estensione di campi
In teoria dei campi, una branca della matematica, grossa importanza ha lo studio di coppie di campi contenuti l'uno nell'altro. Una tale coppia prende il nome di estensione di campi.

## Definizione
In maniera precisa, se L è un campo e K è un campo contenuto in L tale che le operazioni di campo in K sono le stesse di quelle in L, diciamo che K è un sottocampo di L, che L è un'estensione di K e che L / K è un'estensione di campi.

## Struttura lineare
Se L / K è un'estensione di campi, allora su L si può definire una moltiplicazione L × K → L, che non è altro che la moltiplicazione di L come campo ottenuta restringendo il secondo argomento a K. Considerando questa moltiplicazione per gli "scalari" di K e la somma usuale di L, otteniamo una struttura di spazio vettoriale sopra K. La dimensione di questo spazio vettoriale si denota con [L : K] e si dice grado dell'estensione. Se tale grado è finito o infinito l'estensione si dirà rispettivamente finita o infinita.
Se F è un intercampo dell'estensione L / K (cioè un sottocampo di L tale che K ⊆ F ⊆ L detta catena di campi) allora vale la formula del prodotto dei gradi, 
[L : K] = [L : F] [F : K],
con valore puramente simbolico se uno dei valori è infinito.
Tutte le estensioni trascendenti sono di grado infinito. Questo implica immediatamente che tutte le estensioni finite sono algebriche. L'inverso non è tuttavia vero: esistono estensioni algebriche infinite. Ad esempio, il campo di tutti i numeri algebrici è un'estensione algebrica infinita di Q.
Se a è algebrico su K, allora K[a], cioè l'insieme di tutti i polinomi in a con coefficienti in K, è un campo; in particolare è un'estensione di campo algebrica di K di grado finito su K. Il grado è pari al grado del più piccolo polinomio p di cui a è radice. Nel caso particolare in cui K = Q è il campo dei numeri razionali, Q[a] è un esempio di campo numerico algebrico.

## Generatori di un'estensione
Data l'estensione L / K e un sottoinsieme A di L, si indica con K (A) il più piccolo sottocampo di L che contiene K e A (e sarà dunque anch'esso un'estensione del campo K) e si dice che K (A) è ottenuto da K per aggiunta degli elementi di A. Questi elementi sono detti generatori dell'estensione K (A) / K.
Si prova che l'estensione K (A) / K risulta essere composta da tutti gli elementi di L che si possono ottenere mediante ripetizione delle operazioni di campo di L (somma, prodotto e inverso) tra elementi di K ∪ A.
Un'estensione di campi L / K tale che esiste un insieme finito A = {a1,..., an} con L = K (A) si dice finitamente generata e si scrive L = K (a1,..., an). Se poi L = K (a) per un qualche elemento a di L l'estensione si dice semplice.

## Estensioni algebriche e di Galois
Per molti settori della teoria dei campi, come ad esempio la teoria di Galois, una notevole importanza hanno le estensioni algebriche, ossia le estensioni L / K tali che ogni elemento di L è radice di un polinomio in K [X].
Usando il lemma di Zorn è possibile dimostrare che ogni campo ha una chiusura algebrica, cioè un'estensione algebrica algebricamente chiusa (ad esempio C è la chiusura algebrica di R).
Delle importanti estensioni algebriche sono le estensioni di Galois, cioè estensioni algebriche L / K il cui gruppo di Galois lascia fisso solo il campo K.

## Altri tipi di estensioni
Importanti sono anche i seguenti tipi di estensioni:
- estensioni separabili
- estensioni normali
- estensioni di Kummer
- estensioni abeliane
- estensioni ciclotomiche
- estensioni radicali